# Bluenose
Bluenose var en skonare från Lunenburg i Kanada, som blev en symbol för Nova Scotia. Bluenose sjösattes den 26 mars 1921. Hon byggdes för fiske på Newfoundlandsbankarna och för den tävling som hölls mellan fiskefartygen på hemresan.

## Beskrivning
Bluenose ritades och konstruerades av skeppsbyggaren William James Roué. Fartyget skulle så snabbt som möjligt kunna återvända med fångsten till fiskehamnen på Nova Scotia och samtidigt kunna klassas som en kappseglingsbåt. Skrov och master var i douglasgran. Segelytan var nära 1000 kvm.

## Historik
Bluenose byggdes vid varvet Smith & Rhuland i Lunenburg, Nova Scotia och levererades 1921.Efter provtur gick hon ut på fiske som pågick mellan april och september. Kapten och delägare var Angus Walters. På hösten anordnades kappseglingen Fishermans Cup och Bluenose vann över den amerikanska utmanaren Elsie. Bluenose vann även 1922, 1923 och tog hem prispokalen sammanlagt 17 gånger.
Under andra världskriget låg Bluenose i hamn i Nova Scotia. 1942 såldes hon till ett handelsbolag i Karibien. Master och rigg togs bort och hon gick i kustfart mellan olika öar. Den 28 januari 1946 gick hon på grund vid Île à Vache i Haiti, lastad med bananer.

## Eftermäle
Fartyget förekommer på frimärken från 1929, 1982 och 1988.
Det har byggts flera repliker av fartyget
- Bluenose II byggdes 1963 vid varvet Smith & Rhuland efter Roués originalritningar.[6]

- Bluenose IV. 2007 byggdes 2007 på initiativ av Roués barnbarns barn Joan Roué.